# Heinrich von Stein
Karl Heinrich von Stein (født 12. februar 1857 i Coburg, død 15. juni 1887 i Berlin) var en tysk friherre og filosof.
von Stein dyrkede i sin ungdom omfattende videnskabelige studier, påvirkedes stærkt af Schopenhauer, Dühring og navnlig af Richard Wagner, hvis søn Siegfried han en tid opdrog. Skønt han søgte uddannelse i Berlin og vandt Wilhelm Diltheys interesse, lykkedes det ham ikke at bryde sig en akademisk bane, før en tidlig død brat afbrød hans rige udvikling. 
Den kunstneriske anskuelse var for von Stein tingenes egentlige fremtrædelsesform, og hans styrke var den overordentlig billeddannende fantasi, som gør, at både hans videnskabelige skrifter, som Vorlesungen über Aesthetik (1897), som hans digtninge, der først er samlet efter hans død, har meget betydelig interesse. Gesammelte Dichtungen udkom 1916.

 Der er for få eller ingen kildehenvisninger i denne artikel, hvilket er et problem. Du kan hjælpe ved at angive troværdige kilder til de påstande, som fremføres i artiklen.